# Botryobasidium sassofratinoense
Botryobasidium sassofratinoense ist eine Ständerpilzart aus der Familie der Traubenbasidienverwandten (Botryobasidiaceae). Sie bildet resupinate, spinnwebartige Fruchtkörper aus, die auf Totholz von Weiß-Tannen wachsen. Das Verbreitungsgebiet von Botryobasidium sassofratinoense umfasst die italienische Region Emilia-Romagna. Eine Anamorphe der Art ist bislang nicht bekannt.

## Merkmale

### Makroskopische Merkmale
Botryobasidium sassofratinoense besitzt weißliche bis elfenbeinfarbene, gespinstartige und dünne Fruchtkörper, die resupinat (also vollständig anliegend) auf ihrem Substrat wachsen und unter der Lupe leicht netzartig erscheinen.

### Mikroskopische Merkmale
Wie bei allen Traubenbasidien ist die Hyphenstruktur von Botryobasidium sassofratinoense monomitisch, besteht also ausschließlich aus generativen Hyphen, die sich rechtwinklig verzweigen. Die Basalhyphen sind gelbbraun, meist 15–20 µm breit und nicht inkrustiert. Die 5–8 µm dicken Subhymenialhyphen sind hyalin und dünnwandig. Alle Hyphen sind einfach septiert. Die Art verfügt im Gegensatz zu den meisten Traubenbasidien sowohl über 28–45 × 5–7 µm große, röhrenförmige Zystiden als auch über Schnallen. Die sechssporigen Basidien der Art wachsen in Nestern, werden 18–25 × 6–8,5 µm groß, sind annähernd urnenartig bis subzylindrisch geformt und an der Basis beschnallt. Die Sporen sind schiffchenförmig und meist 7–8,5 × 3,5–4,5 µm groß. Sie sind glatt, kleben oft zusammen und sind dünnwandig.

## Verbreitung
Die bekannte Verbreitung von Botryobasidium sassofratinoense umfasst bislang nur die Typlokalität in der italienischen Region Emilia-Romagna.

## Ökologie
Botryobasidium sassofratinoense ist ein Saprobiont, der Totholz besiedelt. Bisher wurde es lediglich an Stümpfen von Weiß-Tannen (Abies alba) gefunden.